# Conodonta
Conodontele (greacă kōnos, „con”, + odont, „dinte”) sunt un grup dispărut de vertebrate fără fălci asemănătoare anghilelor, clasificate în clasa Conodonta. De mulți ani, au fost cunoscute doar din elementele lor orale asemănătoare dinților, care se găsesc de obicei izolat și sunt acum numite elemente conodontice. Cunoștințele despre țesuturile moi rămân limitate. Au existat în oceanele lumii de peste 300 de milioane de ani, de la Cambrian până la începutul Jurasicului. Elementele de conodonte sunt utilizate pe scară largă ca fosile index, fosile folosite pentru a defini și identifica perioadele geologice. Animalele mai sunt numite și Conodontophora (purtători de conodonte) pentru a evita ambiguitatea.
Fosilele asemănătoare dinților conodontelor au fost descoperite pentru prima dată de Heinz Christian Pander, iar rezultatele au fost publicate la Sankt Petersburg, Rusia, în 1856. Denumirea pander este folosită în mod obișnuit în denumirile științifice ale conodontelor.
Abia la începutul anilor 1980 au fost găsite primele dovezi fosile ale restului animalului. În anii 1990 au fost găsite fosile de conodonte în Africa de Sud, în care țesutul moale a fost transformat în argilă, păstrând chiar și fibrele musculare. Prezența mușchilor pentru rotirea ochilor a arătat definitiv că animalele erau vertebrate primitive.